# Лашанс, Кэнди
Джордж Джозеф «Кэнди» Лашанс (англ. George Joseph «Candy» LaChance, 14 февраля 1870, Патнам, Коннектикут — 18 августа 1932, Уотервилл, Коннектикут) — американский бейсболист, игрок первой базы. Выступал в Главной лиге бейсбола с 1893 по 1905 год. Победитель Мировой серии в составе «Бостон Американс».

## Биография
Кэнди Лашанс родился 14 февраля 1870 года. Он был одним из семи детей в семье Джорджа и Соломины Лашанс, имевших франкоканадские корни. Известно, что в возрасте двадцати лет Кэнди играл за полупрофессиональную команду из Коннектикута. В 1892 году он выступал в Лиге Новой Англии за Портленд, а в следующем сезоне за команду из Уилкс-Барре в Восточной лиге. В августе 1893 года его контракт был выкуплен клубом «Бруклин Грумс», в составе которого он дебютировал в Главной лиге бейсбола.
В составе бруклинцев Лашанс играл на позициях игрока первой базы и, время от времени, аутфилдера и кэтчера. После шести сезонов в команде он был обменян в «Балтимор Ориолс» из Национальной лиги. Там он провёл год, прежде чем команда прекратила своё существование. В тот период вес в профессиональном бейсболе начала набирать Американская лига. Лашанс получил приглашение в команду «Кливленд Лейк Шорс», главный тренер которой Джимми Макалир сделал его капитаном. На второй год пребывания Кэнди в «Кливленде» Американская лига получила статус одной из главных. Команда тогда же сменила название на «Блюз». В сезоне 1901 года он отбивал с показателем 30,3 % и в ноябре перешёл в «Бостон Американс». Оба клуба принадлежали одному владельцу Чарлзу Сомерсу и переход Лашанса был одной из составляющих плана по формированию конкурентоспособного состава в новой бостонской команде.
В составе «Американс» Лашанс дебютировал в 1902 году. Он сыграл во всех 138 матчах сезона, отбивал в них с показателем 27,9 %, а его игру в защите отмечали многие спортивные издания того времени. Не пропустил он ни одной игры и в 1903 году, когда Бостон с большим отрывом выиграл турнир Американской лиги. В играх Мировой серии против «Питтсбурга» Кэнди отбивал с показателем 22,2 % и набрал пять RBI. Играющий главный тренер клуба Джимми Коллинз подписал с ним контракт на сезон 1904 года. По мнению историка бейсбола Тима Мурнена, в этой сделке было больше сантиментов, чем заслуг игрока. Он указывал, что во время Мировой серии 1903 года Лашанс был слабым звеном команды. Тем не менее, в следующем после завоевания титула сезоне, Кэнди снова отыграл все матчи «Американс». Команда снова первенствовала в лиге, но Мировая серия не состоялась из-за отказа «Нью-Йорк Джайентс».
Сезон 1905 года Лашанс начал в «Бостоне». Он по-прежнему оставался отличным защитником, но его эффективность в игре на бите продолжала снижаться. В мае его отчислили. Владелец «Американс» Джон Тейлор нашёл ему место в команде из Индианаполиса, но дал Кэнди право выбирать место продолжения карьеры. Лашанс предпочёл остаться на восточном побережье и перешёл в «Монреаль Роялс». Там он доиграл сезон, а после его завершения планировал принять участие в организации лиги в долине реки Ногатак. Эти планы оказались нереализованными и сезон 1906 года Кэнди начал в составе «Провиденс Грейс». В августе его обменяли в «Уотербери», где он провёл следующие два года.
После годичного перерыва, в 1910 году Лашанс вернулся на поле в составе команды из Фолл-Ривер. Одновременно с этим он начал работать на играх Коннектикутской лиги в качестве ампайра. В дальнейшем он продолжил судить матчи полупрофессиональных команд и сам время от времени играл за них. Последнюю игру в своей жизни Кэнди сыграл в 1922 году. В последние годы своей жизни он жил в Уотервилле, работал сторожем на местном литейном заводе. Он скончался 18 августа 1932 года от коронарной недостаточности, вызванной миокардитом. Похоронен на местном кладбище Голгофы